# Kragenhai
Der Kragenhai (Chlamydoselachus anguineus), auch Krausenhai oder Schlangenhai, ist eine von zwei Arten aus der Familie der Kragenhaie (Chlamydoselachidae). Er ist hinsichtlich seiner Anatomie und Morphologie der altertümlichste rezente Hai, weshalb er als ein „lebendes Fossil“ bezeichnet wird. Der Gattungsname ist von den griechischen Wörtern chlamýs (f, -ýdos) „männl. Obergewand, Kragen“ und seláchos (n, -ous) „Hai, Rochen“ abgeleitet. Das lateinische Epitheton anguineus für die Art bedeutet „schlangenartig“.

## Merkmale

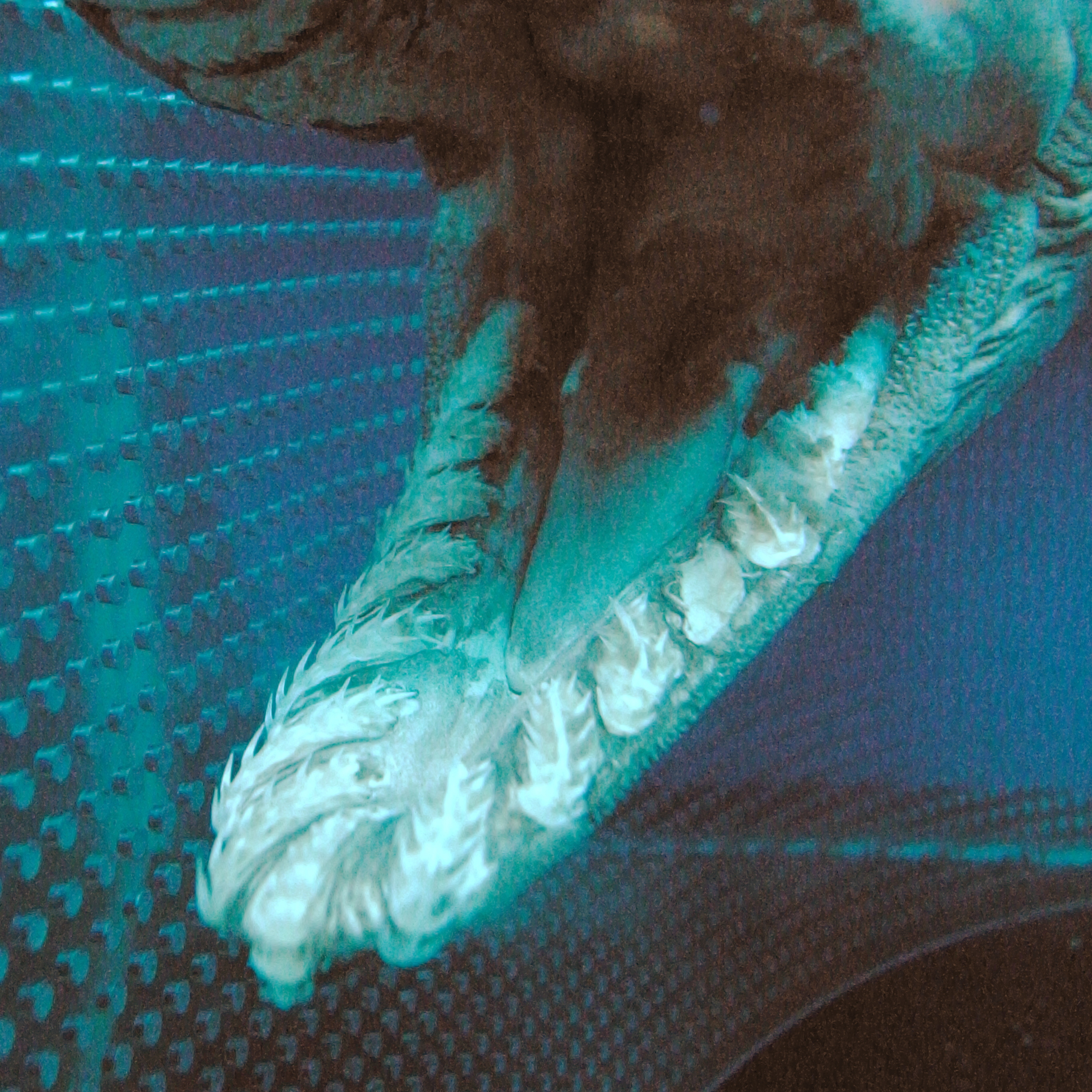
Die Bezahnung des Unterkiefers

Der aalartig langgezogene Körper des Kragenhais erreicht eine Länge von bis zu zwei Metern, wobei die Männchen mit etwa 1,50 Metern Länge kleiner als die Weibchen sind. Die Grundfärbung ist ein Dunkelbraun bis Dunkelgrau, Zeichnungen oder auffällige Markierungen fehlen. Die Augenöffnungen sind groß, eine Nickhaut ist nicht ausgebildet. Anders als bei den übrigen rezenten Haien mit unterständigem Maul ist das stumpfe Maul des Kragenhais beinahe endständig, bildet also kein Rostrum. Das Maul ist sehr groß und reicht über mehr als die Hälfte des Schädels, wodurch der Kopf ein reptilartiges Aussehen bekommt (daher der französische Trivialname requin lézard = „Eidechsenhai“). Es kann weit geöffnet werden.
Die etwa 300 Zähne sind in Reihen angeordnet, 19–28 im Oberkiefer und 21–29 im Unterkiefer. Die gleichartige Morphologie der Zähne (Homodontie) ist kennzeichnend für die Art: Die Zahnkrone wird von drei etwa gleich langen, schlanken, zurückgebogenen Spitzen gebildet, an der Zahnbasis können kleinere Spitzen entwickelt sein. Die Einzelzähne haben einen großen Seitenabstand zueinander.

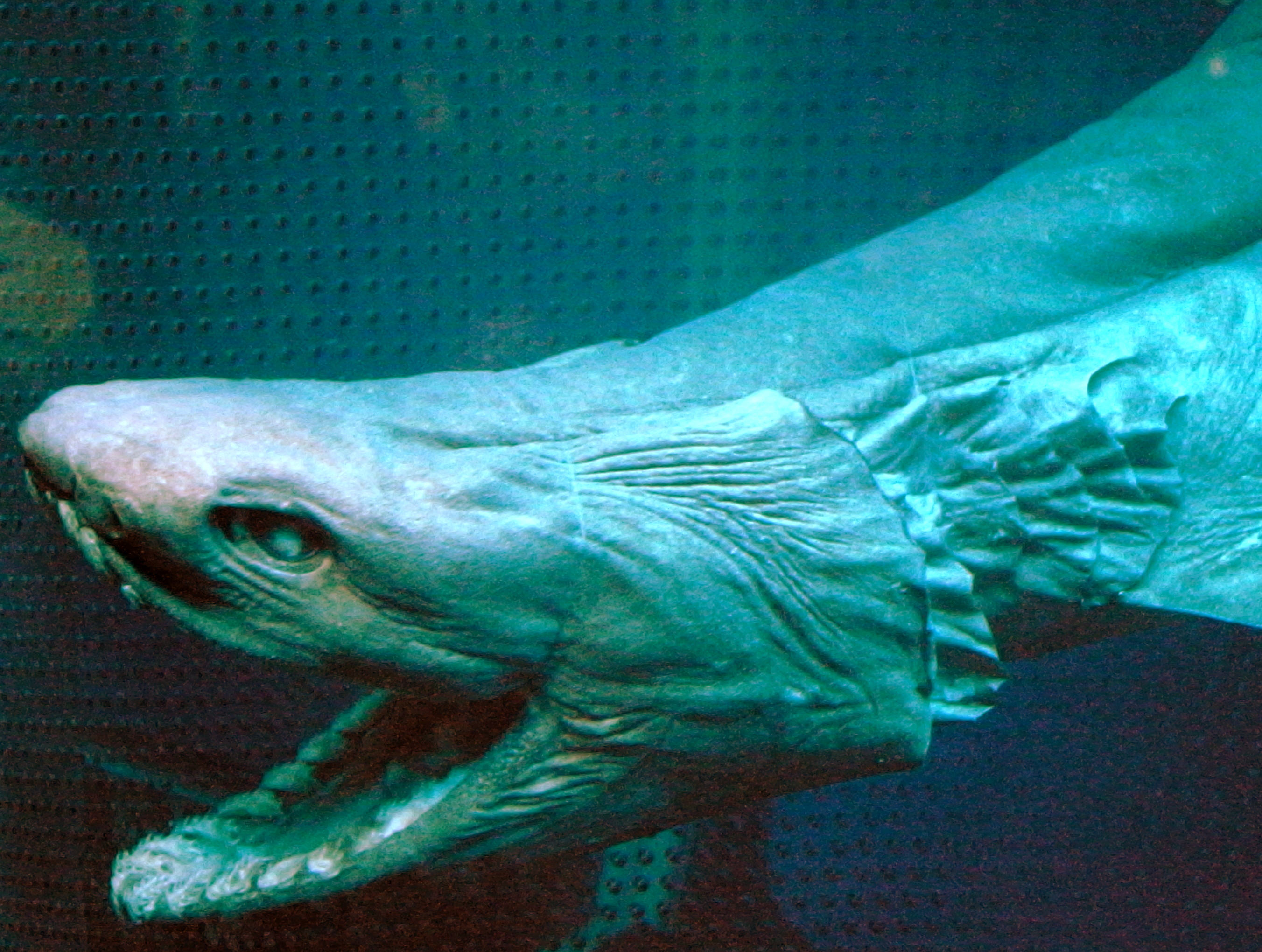
Die anatomischen Merkmale des Kopfes und der Halsregion

Die Scheidewände der sechs Paar Kiemenspalten (bei fast allen übrigen Plattenkiemern inklusive der paläozoischen Formen sind es fünf) schauen halskrausenartig hervor und umlaufen fast den gesamten Körperquerschnitt, daher rührt der deutsche Name „Krausenhai“. Das erste Kiemenpaar ist auf der Bauchseite (ventral) miteinander verbunden und hat eine kragenartige Deckhaut („Kragenhai“). Eine richtige Gelenkung zwischen Oberkiefer und Hirnschädel (Neurocranium) fehlt. Das Palatoquadratum des Oberkiefers hängt, anders als bei den meisten anderen Haien, breit am Hirnschädel.

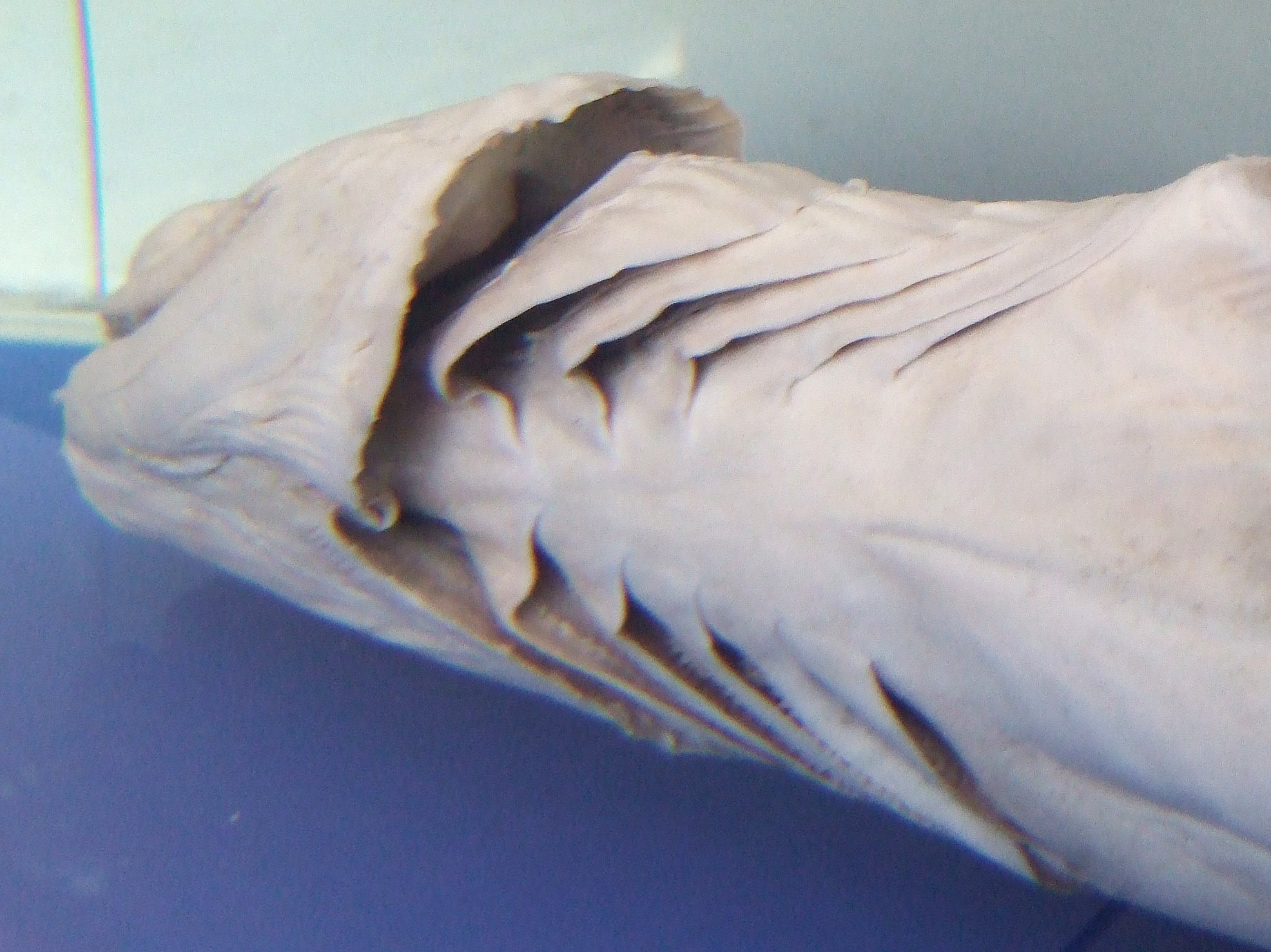
Die Kiemenspalten umlaufen den Hals beinahe vollständig

Die breiten Bauchflossen sind klein und setzen in einem sehr stumpfen Winkel am Rumpf an. Das Begattungsorgan der Plattenkiemer, das Pterygopodium, ist beim Kragenhai deutlich einfacher gebaut als bei seinen Verwandten und besteht lediglich aus zwei stabförmigen Elementen. Die Basis der einzigen Rückenflosse liegt oberhalb der Afterflosse und damit ungewöhnlich weit zurück. Die Schwanzflosse ist, da die Chorda dorsalis anders als bei den übrigen rezenten Haien in Richtung Körperende (kaudal) nahezu gerade verläuft, nur andeutungsweise heterocerk (ungleichlappig) gestaltet. Ihre Asymmetrie, die für die Schwanzflosse der meisten Haie kennzeichnend ist, entsteht durch die Vergrößerung des unteren Flossensaums.
Die Chorda dorsalis ist kaum gegliedert. Die bei vielen Knorpelfischen ausgebildeten Placoidschuppen (Hautzähne) sind beim Kragenhai entlang des offenen Seitenlinienorgans verlängert.

## Verbreitung

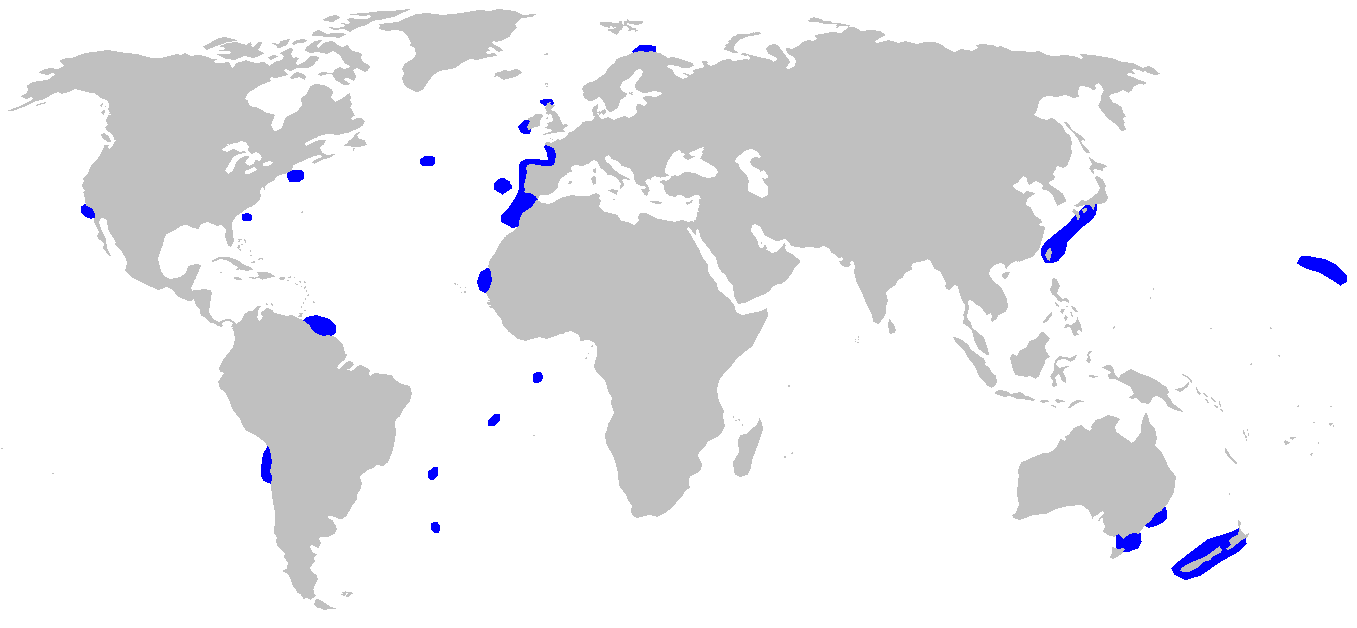
Verbreitungsgebiete bzw. Fangorte des Kragenhais. Nach Compagno u. a. 2005

Der erste Fang eines Kragenhais erfolgte 1870 in der Bucht von Tokio, später wurde die Art vereinzelt an verschiedenen Stellen der Nord- und Südhalbkugel der Erde gefangen, so dass eine weltweite Verbreitung in der Tiefsee anzunehmen ist. Dabei wurde er im östlichen Atlantik vor Norwegen, Schottland, Portugal, Spanien, Marokko, Mauretanien, Madeira und im Golf von Biscaya gefangen. Im westlichen Indischen Ozean ist er von der Ostküste Afrikas bekannt, im westlichen Pazifik von der Küste Japans und Australiens und im östlichen Pazifik von der Südküste Kaliforniens und dem nördlichen Chile.

## Lebensweise

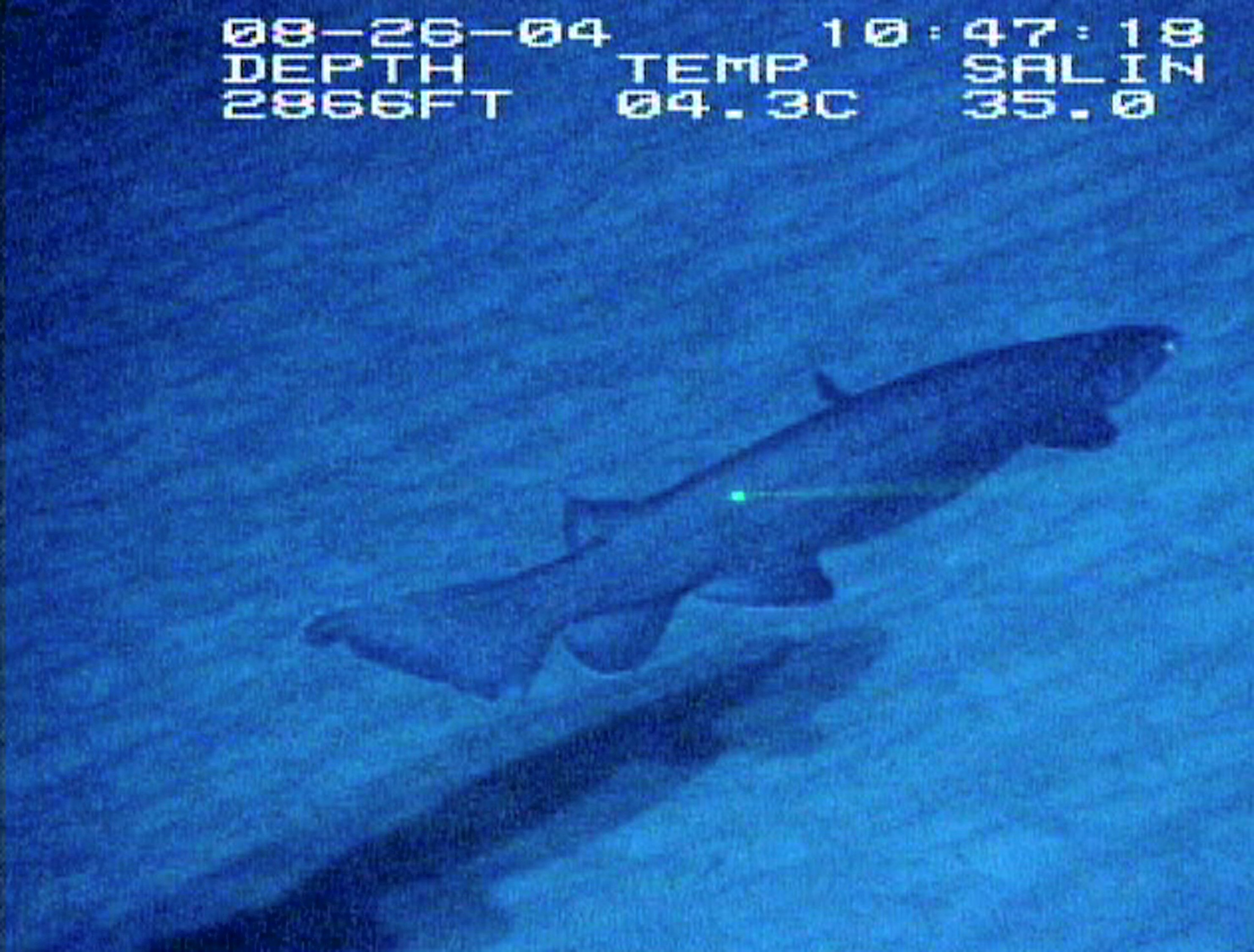
Die vermutlich erste Aufnahme, die einen Kragenhai in seinem natürlichen Lebensraum zeigt, hier in etwa 875 Metern Tiefe.

Die Lebensweise des Kragenhais ist nahezu unbekannt, da er nur relativ selten gefangen und noch nie länger beobachtet werden konnte.
Der Kragenhai lebt wahrscheinlich am Boden oder im tiefen Freiwasser (Mesopelagial) der Tiefsee (Bathyal) an den Kontinental- und Inselhängen, gewöhnlich in einer Tiefe zwischen 120 und 1280 Metern. Seine Nahrung besteht, soweit bekannt, hauptsächlich aus Tintenfischen und anderen Kopffüßern, daneben auch aus Tiefsee-Knochenfischen. Die Form der Zähne wie auch die zurückversetzte Position der meisten Flossen lassen ein schlangenähnliches Zustoßen auf die Beute vermuten. Wie bei allen Haien erfolgt auch beim Kragenhai eine innere Befruchtung. Die Art ist wie die meisten Knorpelfische ovovivipar, die Embryonen schließen also ihre Entwicklung bereits im Mutterleib ab und werden lebend geboren. Die Entwicklungszeit der 2 bis 12 Jungen dauert etwa zwei Jahre, nach einer japanischen Studie sogar mindestens 3,5 Jahre. Falls weitere Untersuchungen dies bestätigen, wäre dies die längste bekannte Tragzeit bei einem Wirbeltier, beinahe doppelt so lange wie beim Afrikanischen Elefanten. Die Geburtsgröße liegt bei etwa 40 Zentimetern und die Geschlechtsreife wird bei Männchen mit etwa 95 cm und bei Weibchen mit etwa 135 cm erreicht.

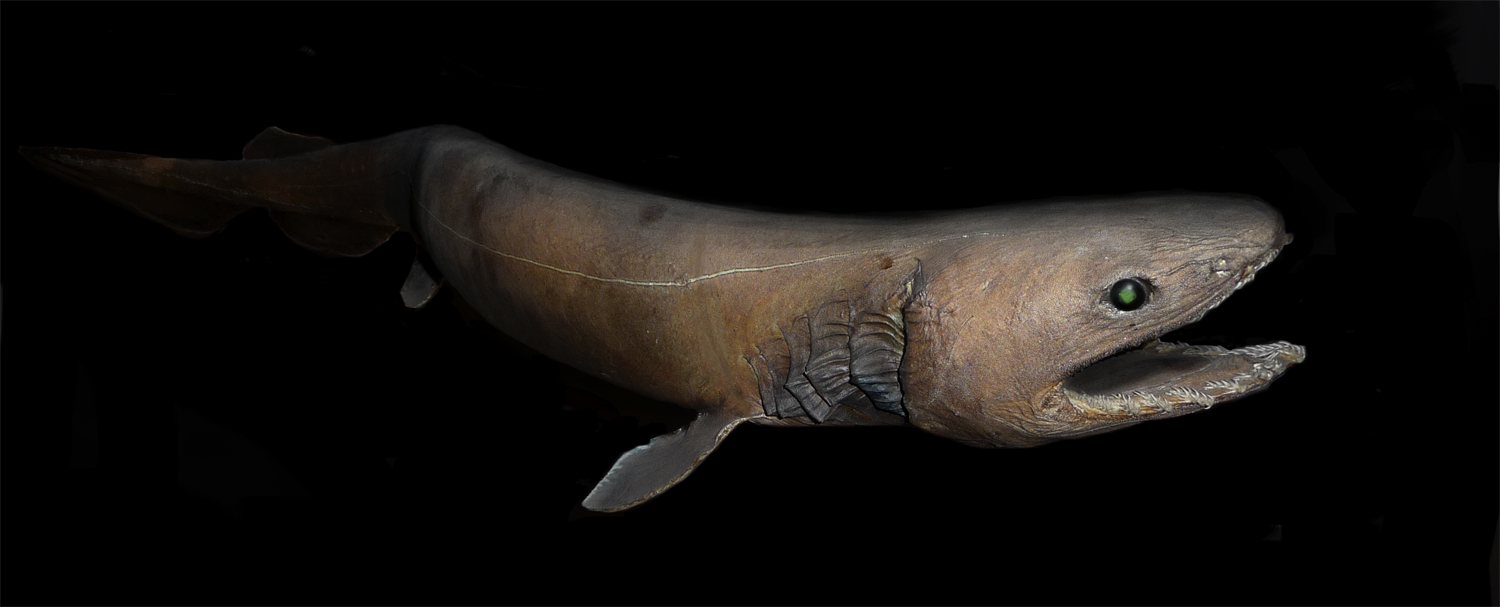
Präparat im Aquarium tropical du Palais de la Porte Dorée

In der Regel bekommt der Mensch Kragenhaie nur zufällig als Beifang der Tiefsee-Leinenfischerei zu Gesicht, und die Tiere sind dann zumeist bereits tot. Am 23. Januar 2007 konnte jedoch ein lebendes Weibchen von 1,60 Meter Länge vor der Küste der japanischen Hauptinsel Honshū gefangen werden. Im Becken eines Aquazoos gelangen Wissenschaftlern einzigartige Filmaufnahmen von dem Tier, das jedoch bereits nach wenigen Stunden starb.

## Evolution und Systematik

### Stammesgeschichte
Es besteht keine Klarheit, ob man den Kragenhai als Angehörigen der paläo- oder mesozoischen Protoselachii oder der (primitiven) modernen Haie und Rochen (Euselachii) betrachten soll. Zwar bemerkte bereits Samuel Walton Garman (1843–1927), der Erstbeschreiber der Art, die Ähnlichkeit zwischen den Zähnen des Kragenhais und denen paläozoischer Protoselachier wie Cladodus (daher wird der Kragenhai auch zu den „cladodonten“ Haien gerechnet), doch sind diese Formen nur von wenigen Einzelzähnen bekannt, so dass eine sichere Zuordnung zu einer der fossilen Gruppen nicht möglich ist. Daher kann die Frage, ob es sich beim Kragenhai um ein „lebendes Fossil“ handelt, nicht eindeutig beantwortet werden.

### Fossile Kragenhaie

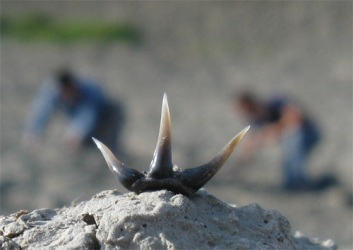
Zahn von Chlamydoselachus lawleyi

Funde fossiler Kragenhaie der Gattung Chlamydoselachus sind recht selten. Die ältesten Funde datieren aus dem frühen Paläogen und stammen von C. fiedleri aus dem Eozän von Österreich. Jünger sind C. tobleri aus dem Miozän von Trinidad und C. lawleyi aus dem Pliozän von Italien. Thrinax  aus dem Paläogen Österreichs ist eine verwandte Gattung in der Familie der Kragenhaie (Chlamydoselachidae).

### Systematik
Bisher war der Kragenhai (Chlamydoselachus anguineus) die einzige bekannte rezente Art (Typusart) der Kragenhaie (Chlamydoselachidae; Chlamydoselachus). 2009 wurde jedoch von D.A. Ebert und L.J.V. Compagno eine weitere Art aus den Meeresgebieten des südlichen Afrika beschrieben (Chlamydoselachus africana), die bereits seit 2005 in der wissenschaftlichen Literatur als Chlamydoselachus sp. nov. A (Compagno, Dando, & Fowler, 2005) bekannt war.
Kragenhaie stehen im System der Haie, dem über 500 rezente Arten angehören, aufgrund ihrer vielen Sondermerkmale etwas isoliert. Während jedoch die aalähnliche Gestalt oder die Anzahl der Kiemenspalten nicht eindeutig als ursprüngliche Merkmale gelten können, sind andere artspezifische Besonderheiten wie z. B. das fehlende Rostrum, das einfach gebaute Pterygopodium, die nicht-heterozerke Schwanzflosse, die kaum gegliederte Chorda dorsalis und die cladodonten Zähne unzweifelhaft primitiv.
Gegenwärtig werden die Kragenhaie als Schwestergruppe der Kammzähnerhaie (Hexanchidae) innerhalb der Hexanchiformes betrachtet. Diese stellt nach aktuellen Erkenntnissen die Schwestergruppe aller weiteren Squalomorphii dar, die zusammen mit ihrer Schwestergruppe, den Galeomorphi alle rezenten Haie umfasst.
| Hexanchiformes | \| \| Kammzähnerhaie (Hexanchidae) \| \| \| \| \| \| Kragenhaie (Chlamydoselachidae) \| \| \| \| |
|                | \| \| Kammzähnerhaie (Hexanchidae) \| \| \| \| \| \| Kragenhaie (Chlamydoselachidae) \| \| \| \| |
|                | Sonstige Squalomorphii                                                                           |
|                |                                                                                                  |
|                | Kammzähnerhaie (Hexanchidae)                                                                     |
|                |                                                                                                  |
|                | Kragenhaie (Chlamydoselachidae)                                                                  |
|                |                                                                                                  |

|  | Kammzähnerhaie (Hexanchidae)    |
|  |                                 |
|  | Kragenhaie (Chlamydoselachidae) |
|  |                                 |

## Menschen und Kragenhaie

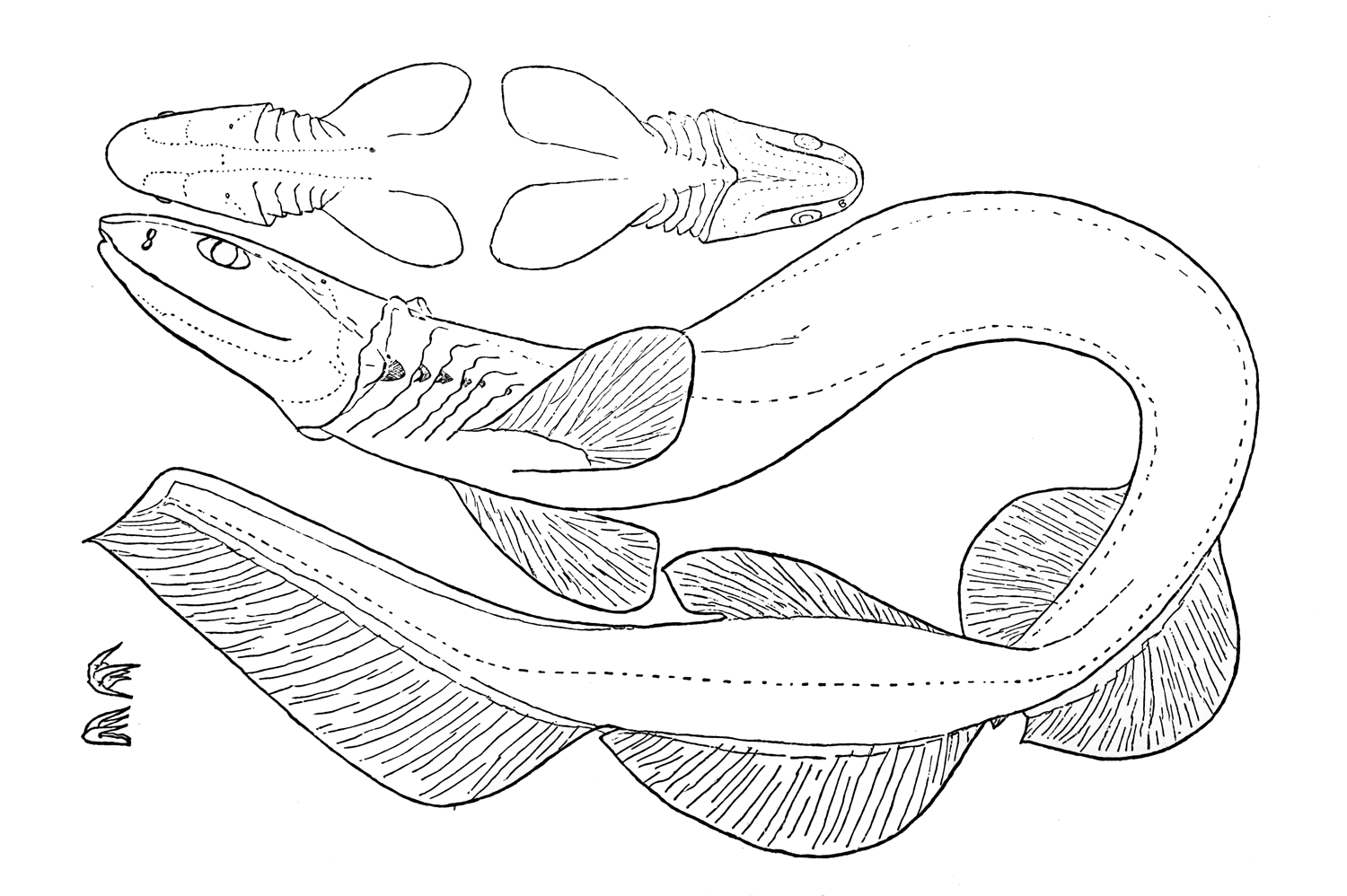
Abbildung aus Garmans wissenschaftlicher Erstbeschreibung von 1884

Der Kragenhai wird nur selten gefischt, kann jedoch in einigen Regionen mit intensiverer Tiefseefischerei ein regelmäßiger Beifang sein. Als solcher wird er dann zu Fischmehl, für andere Restfischverwertungen genutzt oder zurück ins Meer gekippt – eine direkte kommerzielle Verwertung für diese Art gibt es nicht. Es wird angenommen, dass die Beifänge mit einer Ausdehnung der Tiefseefischerei in Asien zunehmen werden.
In der Roten Liste gefährdeter Arten der IUCN wird er als Art der Vorwarnliste (Near Threatened = potentiell gefährdet) eingestuft, wobei jedoch vermerkt wird, dass er auch bereits gefährdet (Vulnerable) sein könnte. Populationsabschätzungen gibt es zu dieser Art nicht, gemeinhin wird er als selten angesehen.